# Wild Nothing
Wild Nothing es una banda de indie rock norteamericana de la localidad de Blacksburg, Virginia, formada a fines del 2009 por Jack Tatum. Durante sus presentaciones en vivo, Tatum es actualmente acompañado por músicos Nathan Goodman (guitarra), Jeff Haley (bajo), Kevin Knight (teclados) y Jeremiah Johnson (batería).
A la fecha, Wild Nothing ha lanzado cuatro álbumes de estudio, Gemini (2010), Nocturne (2012), Life of Pause (2016) e Indigo (2018), dos EP, Golden Haze (2010) y Empty Estate (2013).
Sus influencias del grupo son: My Bloody Valentine, The Shop Assistants, Cocteau Twins, The Go-Betweens, Kate Bush, The Smiths y Echo & the Bunnymen, en la cual tienen una fuerte influencia a los grupos del dream pop.

## Historia
Anteriormente Jack Tatum (cuyo nombre completo es John Alexander Tatum) había tocado en las bandas 'Jack and the Whale' y 'FACEPAINT' en la ciudad universitaria de Blacksburg. Él comenzó grabando bajo el nombre de Wild Nothing en el verano de 2009. Emergiendo en el momento en que el género C86 estaba en boga, los demos de Tatum ganaron atención en los círculos de música independiente con la versión de la canción Cloudbusting de Kate Bush." Tatum firmó para el sello Captured Tracks después del éxito de esos demos, y comenzó a salir de gira con el bajista Jeff Haley, el guitarrista Nathan Goodman y el baterita Max Brooks.
El primer sencillo de Wild Nothing, "Summer Holiday", fue lanzado en Captured Tracks en 2009, seguido de "Cloudbusting". El debut de la banda de larga duración, Gemini, fue lanzado en la primavera de 2010. Gemini fue clasificado como el 49.º mejor álbum de 2010 por Pitchfork y el 36º mejor álbum de 2010 por los editores de música de Amazon. Blogcritics escribió: "Aunque no estaba totalmente convencido con Gemini en general, lo adoraba en pedazos".
El EP de seguimiento "Golden Haze" fue lanzado en octubre de 2010.
Wild Nothing lanzó su segundo álbum, "Nocturne", el 28 de agosto de 2012, a través de Captured Tracks. El álbum fue bien recibido de manera crítica y comercial, debutando en el n. ° 1 en las listas Billboard New Artist y Alternative New Artist, recibiendo "Best New Music" de Pitchfork y recibiendo los primeros puestos en las listas de fin de año de Under the Radar y Alternativa de iTunes.
El próximo EP de Wild Nothing, "Empty Estate", fue lanzado el 14 de mayo de 2013.
El 7 de octubre de 2014, Wild Nothing anunció la producción de su tercer álbum de estudio. El 6 de enero de 2015, Tatum anunció que se dirigía a Estocolmo para comenzar a grabar.
El 24 de noviembre de 2015, Wild Nothing anunció que su tercer álbum de estudio, "Life of Pause", se lanzaría el 19 de febrero de 2016 en Captured Tracks. Un mismo sencillo de doble cara, "To Know You" / "TV Queen", fue lanzado el mismo día, con videos musicales para ambas pistas.
Wild Nothing anunció su cuarto álbum de estudio, "Indigo", junto con el primer sencillo, "Letting Go", el 5 de junio de 2018. El álbum fue lanzado el 31 de agosto de 2018.

### Line-up
El socio fundador y escritor de canciones Tatum ha grabado los álbumes y EP de Wild Nothing en solitario, y subsecuentemente ha sido acompañado por otros miembros en presentaciones en vivo. En 2013, él comentó: "No estoy muy seguro sobre qué es lo que somos en este punto. Es una extraña zona gris. En las giras, definitivamente nos sentimos una banda; el show en vivo es acerca de como interpretamos las canciones individualmente que yo hago – hay cinco tomas diferentes de ellas. Pero las canciones son todas mías. Gemini fue todo mío, así como Nocturne, salvo por las baterías."

## Integrantes

### Actualmente
- Jeff Haley - bajo
- Nathan Goodman - guitarra
- Jeremiah Johnson - batería
- Kevin Knight - teclados

### Exintegrantes
- Michael Skattum - batería
- Max Brooks - batería
- Clay Violand - bajo
- Pete Chudzick - batería

## Discografía

### Álbumes de estudio
| Título                                                                                                   | Detalles                                                                              | Posición en los rankings | Posición en los rankings | Posición en los rankings | Posición en los rankings | Posición en los rankings | Posición en los rankings |
| Título                                                                                                   | Detalles                                                                              | US                       | US Alt.                  | US Heat.                 | US Indie                 | US Rock                  | BEL (Fla.) Alt.          |
| --- | ------------------------------------------------------------------------------------- | ------------------------ | ------------------------ | ------------------------ | ------------------------ | ------------------------ | ------------------------ |
| Gemini                                                                                                   | - Lanzado: 25 de mayo de 2010 - Sello: Captured Tracks - Formato: CD, LP, download    | —                        | —                        | —                        | —                        | —                        | —                        |
| Nocturne                                                                                                 | - Lanzado: 28 de agosto de 2012 - Sello: Captured Tracks - Formato: CD, LP, descarga  | 113                      | 23                       | 1                        | 21                       | 34                       | 23                       |
| Life Of Pause                                                                                            | - Lanzado: 19 de febrero de 2016 - Sello: Captured Tracks - Formato: CD, LP, descarga | 170                      | —                        | —                        | —                        | —                        | —                        |
| Indigo                                                                                                   | - Lanzado: 31 de agosto de 2018 - Sello: Captured Tracks - Formato: CD, LP, descarga  | —                        | —                        | —                        | —                        | —                        | —                        |
| "—" denota lanzamientos que no alcanzaron a entrar en el ranking o no fueron lanzados en ese territorio. |                                                                                       |                          |                          |                          |                          |                          |                          |

### EPs
| Evertide                                                                                                 | - Lanzado: 26 de junio de 2010 - Sello: Warmest Chord - Formato: descarga            | — | —  |
| Golden Haze                                                                                              | - Lanzado: 28 de agosto de 2012 - Sello: Captured Tracks - Formato: CD, LP, descarga | — | —  |
| Empty Estate                                                                                             | - Lanzado: 14 de mayo de 2013 - Sello: Captured Tracks - Formato: CD, LP, descarga   | 8 | 41 |
| "—" denota lanzamientos que no alcanzaron a entrar en el ranking o no fueron lanzados en ese territorio. |                                                                                      |   |    |

### Sencillos
- "Summer Holiday" (2009), Captured Tracks (CT-035)
- "Cloudbusting" (2009), Captured Tracks (CT-049)
- "Nowhere" (2012), Captured Tracks (CT-137)
- "Shadow" (2012), Captured Tracks (CT-157)
- "A Dancing Shell" (2013), Captured Tracks (CT-174)
- "To Know You" (2015, Captured Tracks)
- "TV Queen" (2015, Captured Tracks)
- "Reichpop" (2016, Captured Tracks)
- "Life of Pause" (2016, Captured Tracks)
- "A Woman's Wisdom" (2016, Captured Tracks)
- "Letting Go" (2018, Captured Tracks)
- "Partners in Motion" (2018, Captured Tracks)
- "Shallow Water" (2018, Captured Tracks)
- "Canyon on Fire" (2018, Captured Tracks)
- "Blue Wings" (2019, Captured Tracks)
- "Foyer" (2020, Captured Tracks)